# 오라시오 엘리손도
오라시오 마르셀로 엘리손도(스페인어: Horacio Marcelo Elizondo, 1963년 11월 4일 ~ )는 아르헨티나의 전 축구 심판이다. 겸임 직업은 시인과 체육교사이다.
아르헨티나 부에노스아이레스주 킬메스에서 태어나 체육학을 전공한 그는 아르헨티나 축구 협회 과정을 마친 뒤 축구심판 활동을 시작하였다. 1992년에 열린 데포르티보 에스파뇰과 벨그라노 데 코르도바의 아르헨티나 프리메라 디비시온 경기에서 데뷔했으며, 1994년에 국제 축구 연맹으로부터 국제심판 자격을 취득, 1996년 10월 9일에 열린 에콰도르와 콜롬비아의 1998년 FIFA 월드컵 남미 지역 예선 경기에서 처음으로 국제 심판으로 활동하였다.
그는 2006년 FIFA 월드컵에서 독일과 코스타리카의 개막전 경기, 체코와 가나, 스위스와 대한민국의 조별 예선 두 경기, 잉글랜드와 포르투갈의 8강전 경기, 이탈리아와 프랑스의 결승전 경기의 주심을 맡기도 하였다.
스위스와 대한민국의 조별 예선 경기에서, 스위스의 알렉산더 프라이가 후반 31분에 넣은 골을 당시 이 경기의 부심이었던 로돌포 오테로가 오프사이드를 선언했음에도 불구하고 경기를 그대로 진행시켜 이를 득점으로 인정해 논란이 일었고, 분노한 한국 네티즌들에 의해 FIFA 홈페이지가 다운되는 유례없는 사태까지 일어났다. 하지만 이 골은 오심이 아니었다. 프라이에게 패스를 했을 당시에 알렉산더 프라이는 최종 수비수보다 한 발자국 뒤에 있었기 때문에 온사이드였다. 다만 패스 이후에 이호가 공을 건드리는 순간 오프사이드 위치에 있어서 판정이 오심으로 보였던 것이다.
또한, 잉글랜드와 포르투갈의 8강전 경기에서도 웨인 루니에게 퇴장 명령을 내려 잉글랜드 팬들의 원성을 샀고, 이탈리아와 프랑스의 결승전 경기에서도 지네딘 지단이 마르코 마테라치의 가슴을 머리로 들이받자 지네딘 지단에게 퇴장 명령을 내려 구설수에 오르기도 했다. 2006년을 마지막으로 축구심판에서 은퇴했다.

## 같이 보기
- 톰 헨닝 외브레뵈
- 하워드 웹
- 크리스 포이